# Vlastimil Vondruška
Vlastimil Vondruška (* 9. května 1955 Kladno) je český publicista a spisovatel, autor především historických detektivních příběhů a bývalý historik, etnograf a podnikatel. Publikoval také pod pseudonymem Jan Alenský. Jeho knihy patří dlouhodobě k nejpůjčovanějším titulům v českých veřejných knihovnách. V 80. letech byl ředitelem historické části Národního muzea, později se přes 10 let jako podnikatel úspěšně zabýval výrobou kopií historického skla.
Kromě literatury patří mezi jeho zájmy horolezectví, kterému se věnoval více než dvacet let.

## Životopis

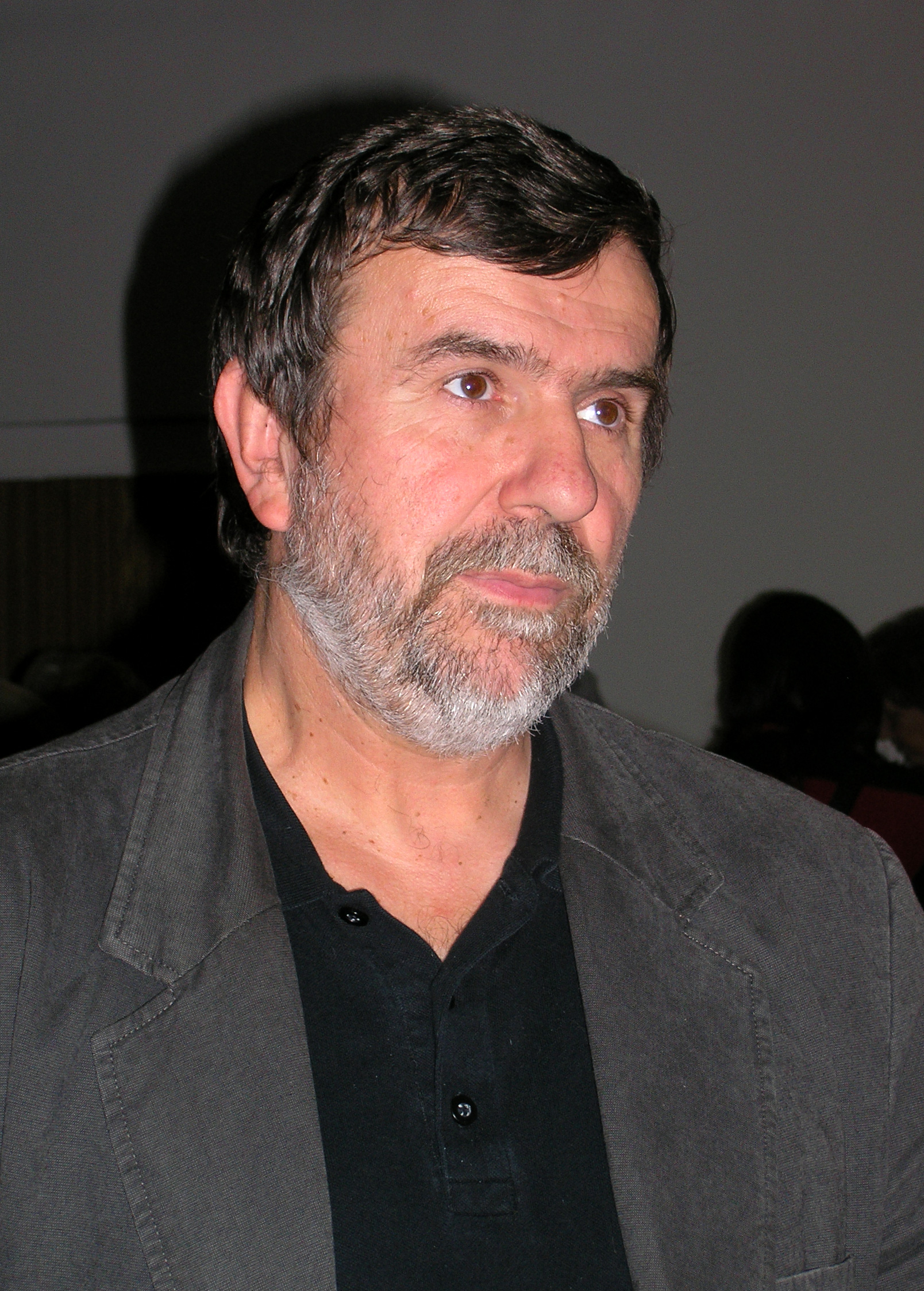
Vlastimil Vondruška v roce 2011

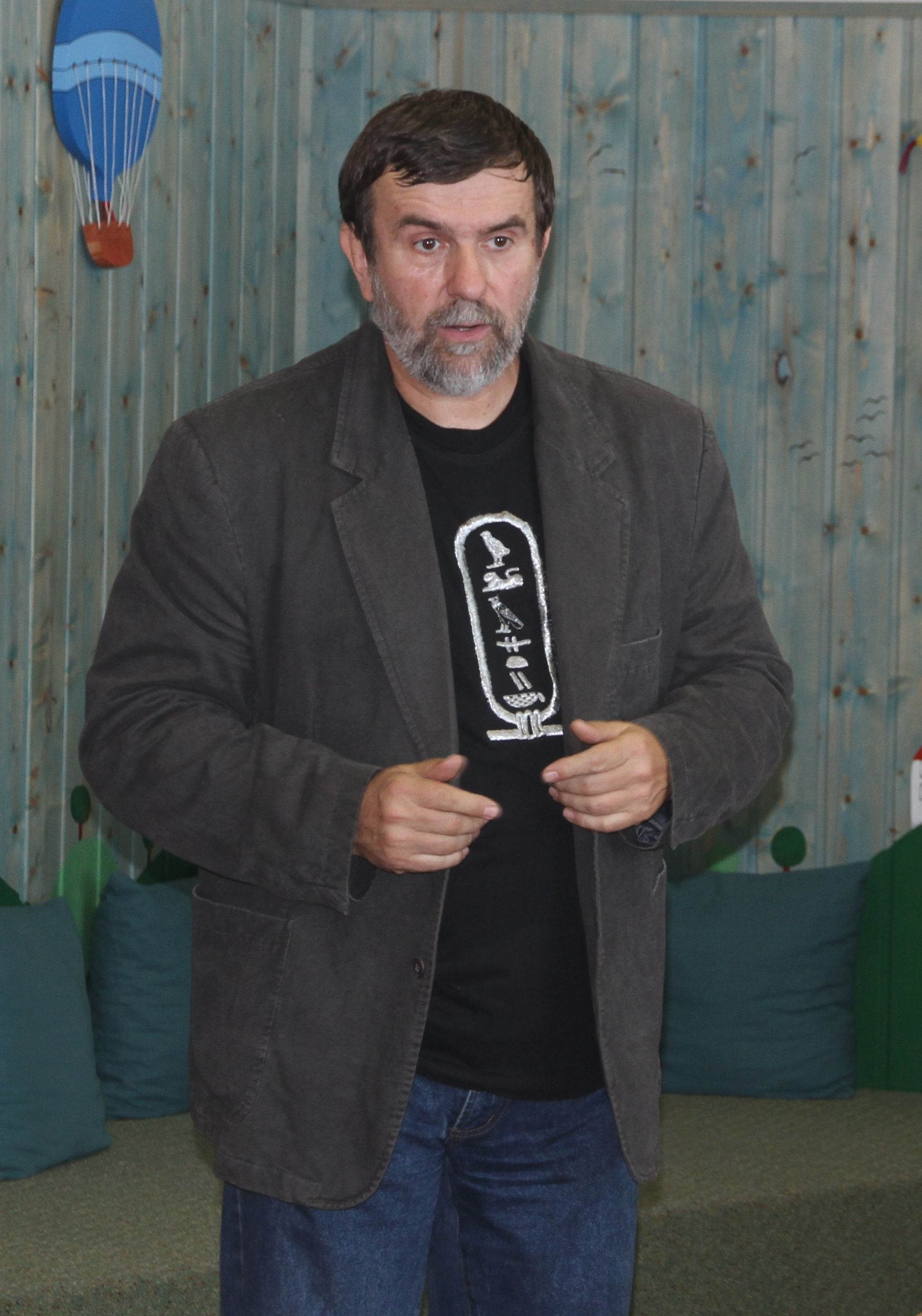
Vlastimil Vondruška v Knihovně města Plzně

Vlastimil Vondruška se narodil roku 1955 na Kladně. Po absolvování kladenského gymnázia roku 1974 začal studovat historii a národopis na Filozofické fakultě Univerzity Karlovy v Praze, kterou ukončil roku 1979. Poté působil v Československé akademii věd v Ústavu pro etnografii a folkloristiku, kde roku 1983 ukončil svou vědeckou aspiranturu. V roce 1983 nastoupil do Národního muzea v Praze. V roce 1984 byl Vlastimil Vondruška jmenován ředitelem Historického muzea NM. Na této pozici působil až do konce roku 1989, kdy Občanské fórum muzea odvolalo z vedoucích pozic všechny členy KSČ. V letech 1988–1990 působil v redakční radě Časopisu Národního muzea.
Po odchodu z Národního muzea v roce 1990 se věnoval podnikání. Společně s manželkou Alenou, která je teoretičkou uměleckého řemesla, autorkou řady výtvarných návrhů a sklářských realizací a rovněž publicistkou, založil roku 1997 v Doksech sklárnu Královská huť, jejíž produkce byla zaměřena jednak na výrobu kopií historického skla dle originálů z muzejních sbírek, jednak na barevné hutní sklo dle vlastních autorských návrhů. Huť sponzorovala mnohé kulturní akce a za tuto činnost obdržel roku 1999 ocenění od ministra kultury České republiky Pavla Dostála.[nedostupný zdroj] Sklárnu v Doksech provozoval do roku 2009.
Literatuře se věnuje s přestávkami od mládí. Dosud napsal více než padesát vědeckých studií a článků o dějinách hmotné kultury, mnoho knih vědeckých a populárně naučných, asi čtyřicet historických románů pro dospělé (některé z nich pod pseudonymem Jan Alenský) a několik knih pro mládež. První knihu Příběhy plzeňských mordů si v roce 1994 vydal svým nákladem.
Přízeň čtenářů si získal především sérií detektivních knih z doby vlády Přemysla Otakara II., ve kterých se také snaží vykreslit atmosféru středověku, život v tehdejší době a mentalitu tehdejších lidí. Hlavní postavou příběhů je vzdělaný a čestný rytíř a královský prokurátor Oldřich z Chlumu, který jako správce hradu Bezděz má také pravomoc vyšetřovat a trestat hrdelní zločiny v okolí. Druhá autorova série se odehrává ve druhé čtvrtině 16. století a jejím hrdinou je písař královské komory Jiří Adam z Dobronína.
Spolupracoval s Českým rozhlasem na seriálu Intimní historie, který byl pravidelně vysílán od listopadu 2007 do dubna 2008 v rámci magazínu Zrcadlo a vznikl na podkladě stejnojmenné knihy. Autor v pořadu představoval zajímavosti z českých dějin a ze života lidí ve středověku.

## Kritika
Vondruška se poměrně často vyjadřuje na besedách se čtenáři a v novinách a časopisech k aktuálnímu politickému dění a své názory zasazuje do historického kontextu. Kritiky a politickými odpůrci je označován za rasistu, pravicového populistu nebo za národovce. Za své názory na postavení žen a mužů ve společnosti je někdy považován za machistu.
Nesouhlas mnohých historiků vyvolává Vondruška svou adorací středověku, názorem, že naše současnost je prakticky totožná s pádem starověkého Říma, zdůrazňováním významu Habsburské monarchie pro stabilitu ve střední Evropě a svými představami o cyklickém a fázovém vývoji kultur, lidovém antiklerikalismu a o aplikaci přírodní logiky na dějiny. Podle nich se Vondruška nezdráhá vystupovat jako historik s oprávněním vyjadřovat se kvalifikovaně k dění v současném světě, přičemž jeho analogie mezi minulostí a současností a aplikace historických zkušeností na současnost jsou často mylné. Podle historiků se Vondruška dopouští historických omylů a nepravd. Také jeho práce se zdroji není podle nich zcela poctivá.
Dále je Vondruška kritizován za své vystupování proti islámským imigrantům, podporu prezidenta Miloše Zemana, kritiku Evropské unie a elit, kterým prorokuje zkázu, protože nedbají na lid. Velké kritiky se dočkala zejména jeho kniha Breviář pozitivní anarchie, lze však najít i kladné ohlasy. Jakub Roth se v roce 2019 v komentářové sekci Svobodné fórum internetového deníku Forum24 vyjádřil, že nacionalistický historik a spisovatel Vlastimil Vondruška přirovnal Andreje Babiše k Mistru Husovi, Giordanu Brunovi a k Miladě Horákové.

## Ocenění
Vondruška byl nejvíce půjčovaný český autor v českých knihovnách v roce 2013. V letech 2006 až 2011 získal celkem šestkrát Cenu čtenářů nakladatelství MOBA.
Za svou práci získal Vlastimil Vondruška řadu ocenění:
- 2006 – Zlatá stuha IBBY v kategorii Literatura faktu a uměleckonaučná naučná literatura pro mládež za knihu Významná sídla české šlechty od české sekce Mezinárodního sdružení pro dětskou knihu,[26]
- 2016 – Cena Unie českých spisovatelů,[27]
- 2016 – cena Český bestseller na mezinárodním knižním veletrhu Svět knihy za nejprodávanější novinku Husitská epopej II.,[28]
- 2016 – diplom od Mensy České republiky jako nominovaná osoba na Čestné uznání.[29]
- 2017 – Krameriova cena za tištěnou publicistiku od Asociace nezávislých médií.[30]
- 2017 – státní vyznamenání Medaile Za zásluhy I. stupně od prezidenta republiky Miloše Zemana.[31]

## Výběrová bibliografe

### Odborné a populárně naučné publikace
- Tradice lidové tvorby, Artia, Praha 1988, spoluautor Alena Vondrušková, lidová hmotná kultura v Čechách a na Moravě,
- Život staré Šumavy, Západočeské nakladatelství, Plzeň 1989, přepracované vydání Vyšehrad, Praha 2014.
- Církevní rok a lidové obyčeje aneb kalendárium světců a světic, mučedníků a mučednic, pojednávající o víře českého lidu k nim, jakož i o liturgii katolické, DONA, České Budějovice 1991,
- České sklo: Tradice a současnost, Crystalex, Nový Bor 1992, kniha popisuje vývoj českého sklářství od jeho počátků až do konce 20. století (období od roku 1918 zpracoval spoluautor Antonín Langhamer),
- Katovny a mučírny, Svoboda, Praha 1993, čtení o středověkých, renesančních a barokních šatlavách, katovnách mučírnách a popravištích i o způsobech prosazování spravedlnosti a trestech za spáchané zločiny.
- Sklářství, Grada, Praha 2002, publikace spojuje popis technologie výroby a dekorování skla s historickým vývojem sklářství, obsahuje přehled vývoje významných skláren u nás i ve světě, tabulku základních tvarů skla skla i rejstřík osobností.
- Intimní historie, MOBA, Brno 2007, kniha se souborně zabývá dějinami mytí, toalet, ubytování, holení a stříhání vlasů, nevěstinců, milostných praktik a dalších projevů všedního života (od těch běžných až k velice intimním), a to od antiky po baroko,
- Život ve středověku, Albatros, Praha 2007, stručná encyklopedie středověku.
- Život ve staletích – (5 svazků, 12.–16. století – Lexikon historie, MOBA, Brno 2009–2016, lexikon historie, který představuje život v českých zemích od doby knížecí až do konce feudalismu,
- Průvodce českou historií (4 svazky: Město, Vesnice, Církev, Řemesla a výroba, Vyšehrad, Praha 2013–2015, společně s Alenou Vondruškovou.
- Breviář pozitivní anarchie, MOBA, Brno 2016, soubor názorů, komentářů a historických analýz, jimiž autor reaguje na problémy současného světa.
- Epištoly o elitách a lidu, MOBA, Brno 2018, volné pokračování knihy Breviář pozitivní anarchie.
- O svobodě myšlení, MOBA, Brno 2021.

### Knihy pro děti a mládež
- Slavné bitvy českých panovníků, Albatros, Praha 2003,
- Významná sídla české šlechty, Albatros, Praha 2005, za tuto knihu obdržel autor Zlatou stuhu IBBY v kategorii Literatura faktu a populárně naučná literatura pro mládež.[26]
- Fiorella a Bratrstvo křišťálu, Albatros, Praha 2006, dobrodružný historický román s detektivní zápletkou, příběh dcery italského alchymisty císaře Rudolfa II.
- Fiorella a záhada mrtvého netopýra, Albatros, Praha 2007, další příběh alchymistovy dcery Fiorelly..
- Život ve středověku, Albatros, Praha 2007.
- Fiorella a hřbitov upírů, MOBA, Brno 2012, další příběh alchymistovy dcery Fiorelly.
- Fiorella a dům ztracených duší, Moba, Brno 2016, Fiorella se zaplete do vyšetřování případu, v němž se potkává svět živých se světem mrtvých.

### Divadelní hry
- Ještě že nejsem kat (2004), středověký milostný příběh s detektivní zápletkou, odehrávající se v českolipské katovně na sklonku 16. století.
- Gaudeamus konšelé aneb O potulných hercích, režisérovi a jedné radnici (2010), hlavním motivem hry je věčný boj lásky a svobody s mocí a nadutostí.
- Vínem proti pohanství aneb staročeský Dekameron (2016), hra se odehrává ve středověkém šenku, kde se setká univerzitní mistr pronásledovaný inkvizicí se skupinou chudých trubadúrů.

### Historické detektivky
- Hříšní lidé Království českého, cyklus detektivních příběhů s královským prokurátorem Oldřichem z Chlumu z doby vlády krále Přemysla Otakara II. Cyklus obsahuje zatím 30 svazků vydaných v letech 2002-2022. K cyklu se úzce váže kniha Krev na kapradí (MOBA, Brno 2013) obsahující povídky s Oldřichem z Chlumu doplněné o středověké soudničky, a kniha Oldřich z Chlumu – román a skutečnost (MOBA, Brno 2015), ve které autor vypráví, jak pracuje s historickými prameny a poodhaluje zákulisí svého autorského života. Je zde rovněž uveden životopis Oldřicha z Chlumu a skutečná historická fakta týkající se příběhů. Kromě toho publikace obsahuje několik povídek, které vyprávějí o méně známých etapách života Oldřicha z Chlumu.
- Letopisy královské komory, cyklus detektivních příběhů s písařem královské komory Jiřím Adamem z Dobronína, které se odehrávají ve druhé čtvrtině 16. století. Cyklus zatím obsahuje 15 svazků vydaných v letech 2006-2022.
- Krev na lopuchu, MOBA, Brno 2008, historické detektivní povídky odehrávající se v různých dobách od středověku až do 18. století.
- Ještě že nejsem kat, MOBA, Brno 2014, historický detektivní román na motivy stejnojmenné divadelní hry.

### Ostatní próza
- Mezi tiárou a orlicí, MOBA, Brno 2003, historický román, příběh prvního českého krále Vratislava I.
- Strana štěstí, MOBA, Brno 2005, satirický román ze současnosti.
- Prodavači ostatků, MOBA, Brno 2005, historický román, dobrodružný příběh Martina ze Stvolna odehrávající se v polovině 14. století.
- Sběratelé ostatků, MOBA, Brno 2006, historický román, druhý díl příběhů Martina ze Stvolna, pokračování románu Prodavači ostatků.
- Vládcové ostatků, MOBA, Brno 2007, historický román, třetí díl příběhů Martina ze Stvolna, pokračování románu Sběratelé ostatků.
- Zloději ostatků, MOBA, Brno 2010, historický román, čtvrtý díl příběhů Martina ze Stvolna, pokračování románu Vládcové ostatků,
- Klášterní madrigal, MOBA, Brno 2011, historický román s podtitulem Historie jednoho panství.
- Přemyslovská epopej (2011–2013), čtyřdílná románová freska o životě posledních přemyslovských králů:
- Husitská epopej (2014–2018), sedmidílná sága vyprávějící o událostech v 15. století v Českém království, za kterou získal roku 2016 Cenu Unie českých spisovatelů.[27]
- Falknovská huť (2019–2021), čtyřdílná kronika sklářského rodu Heřmanů na pozadí života v severních Čechách, která se odehrává v době od třicetileté války až do revolučního roku 1848.
- Kronika zániku Evropy, MOBA, Brno 2019, román popisující postupný úpadek evropské civilizace. První část s názvem Jak to celé začalo se odehrává v letech 1984 – 2019 a druhá část Jak by to mohlo skončit je literární vizí vývoje společnosti po roce 2020 (sociální a hospodářský rozvrat, válečné konflikty).
- Lucemburská epopej (2022–2025), čtyřdílná románová freska začínající nástupem Jana Lucemburského na český trůn.